# Nicholas Craven
Nicholas Craven est un producteur, compositeur et disc-jockey canadien originaire de Gatineau. Il collabore avec des artistes comme Roc Marciano, Westside Gunn, Ransom, Tha God Fahim et Boldy James,,,,,.  

## Biographie

### Jeunesse et début
Nicholas Craven grandit dans une famille qui écoute énormément de musique,. Son père est un passionné de rock et sa mère écoute du Motown et de la soul. Dès son jeune âge, ses parents lui font découvrir des artistes comme Jimi Hendrix, Pink Floyd, The Doors et Diana Ross,. Grâce à cette influence musicale, il devient guitariste dans un groupe de rock à son école primaire,. Durant sa jeunesse, Nicholas Craven développe ses goûts musicaux en écoutant plusieurs genres, dont le hip-hop. Cependant, à 13 ans, le producteur canadien commence à s’intéresser plus profondément à la culture du hip-hop,. Le grand frère de son ami lui fait découvrir des artistes comme Non Phixion, Wu-Tang Clan et MF DOOM. De plus, il apprend à Nicholas l’art de l’échantillonnage, connu sous le nom de sampling aux États-Unis,,. À partir de ce moment, Craven développe une passion pour la production de style hip-hop et l’échantillonnage. Après avoir obtenu son diplôme d'études secondaires, il s’inscrit dans une institution scolaire nommée RAC (Recording Arts Canada), qui enseigne les fondations de la production audio. Il déménage alors à Montréal pour poursuivre sa carrière en musique. Il termine ses études en 2013 et enchaîne plusieurs emplois afin d’investir dans ses projets musicaux,,.

### Carrière
En 2015, Nicholas Craven entre en contact avec un rappeur nommé Tha God Fahim, qui est alors en contact avec le collectif Griselda Records,. La rencontre entre les deux artistes permet à la chanson Nosferatu de voir le jour,. Vers la fin de l’année, il entre en contact avec d’autres artistes du collectif de Griselda Records comme Westside Gunn, Roc Marciano et Conway the Machine,. En 2016, Craven décide d’acheter des couplets de plusieurs rappeurs qui rejoignent l’esthétique du son underground de la côte Est,. En 2017, il sort trois albums, dont Kagemusha et Niko Bellic qui sont des compilations d’instrumental et de Craven N,. L’album Craven N regroupe Roc Marciano, Westside Gunn, Planet Asia, Tha God Fahim, Boy6lue, Jimmie D, Sheek Louch, Johnny Hustle, Benny the Butcher et Conway the Machine sur les productions uniques du producteur Canadien,,. En effet, la productivité de Nicholas lui permet de collaborer avec plusieurs rappeurs de l’industrie américaine et canadienne en 2017,. Après la sortie de Craven N, il enchaîne les collaborations en 2018 avec des artistes comme D-Track, Eto, 80 rocks, Mach-Hommy, Elcamino, Mori$$ Regal, Kayiri, Loe Pesci, Pay$o, Widget et plusieurs autres,. En 2022, après de nombreux albums personnels et collaboratifs comme Tha Myth Who Never Quit, Dump Gawd: Shot Clock King, Vol. 1, Vol. 2, Vol. 3, Craven N 2, Craven N 3, Latin Quarter, Pt. 1 et Pt. 2, Fair Exchange No Robbery et Directors Cut, Nicholas Craven est reconnu comme un producteur essentiel au son underground de la côte Est,,.   

## Discographie

### Albums studio
- 2017: Craven N
- 2019: Craven N 2
- 2022: Craven N 3

### Albums instrumentaux
- 2017: Kagemusha
- 2017: Niko Bellic

### Projets Collaboratifs
- 2016: Trout & Brussels Sprout (avec Jimmie D)
- 2017: Light Work (avec Jimmie D)
- 2017: Good Man (avec Jimmie D)
- 2018: Shahnour (avec D-Track)
- 2018: Rockhead Paradise (avec Jimmie D)
- 2018: Valenti & Rizzuto (avec Eto)
- 2018: Habitants (avec Vincent Pryce)
- 2019: Tha Myth Who Never Quit (avec Tha God Fahim)
- 2020: Directors Cut (avec Ransom)
- 2020: Directors Cut Scene 2 (avec Ransom)
- 2020: Directors Cut Scene 3 (avec Ransom)
- 2020: Deleted Scenes (avec Ransom)
- 2021: Hoop Dream (avec J. Arrr)
- 2021: Dump Gawd: Shot Clock King (avec Tha God Fahim)
- 2021: Dump Gawd: Shot Clock King, Vol. 2 (avec Tha God Fahim)
- 2021: Maplehurst Graduates (avec Falcon Outlaw)
- 2021: Crime Scene (avec Ransom)
- 2022: YOD Wave (avec Your Old Droog)
- 2022: Boulangerie (avec Raz Fresco)
- 2022: Dump Gawd: Shot Clock King, Vol. 3 (avec Tha God Fahim)
- 2022: Latin Quarter, Pt. 1 (avec Akhenaton)
- 2022: Latin Quarter, Pt. 2 (avec Akhenaton)
- 2022: Hoop Dream 2 (avec J. Arrr)
- 2022: Fair Exchange No Robbery (avec Boldy James)
- 2022: Hull (avec D-Track)
- 2023: Shadow Moses (avec Mike Shabb)
- 2023: Directors Cut 4 (avec Ransom)
- 2023: Gia...À La Carte (avec Raz Fresco & Estee Nack)
- 2024: Penalty of Leadership (avec Boldy James)

### Remix
- 2018: Conway Remixes 1 & 2